# A Timely Interception
A Timely Interception é um filme mudo norte-americano de 1913 em curta-metragem, do gênero drama, dirigido por D. W. Griffith.

## Elenco
- W. Chrystie Miller
- Lillian Gish
- Robert Harron
- Lionel Barrymore
- Joseph McDermott
- William J. Butler
- Alfred Paget
- Frank Evans
- Frank Opperman
- Adolph Lestina
- Charles Gorman
- Christy Cabanne
- Mae Marsh